# Liste des partis politiques au Burkina Faso
Les principaux partis politiques du Burkina sont les suivants :
- Alliance pour la démocratie et la fédération/Rassemblement démocratique africain (ADF/RDA), dirigé par Gilbert Noël Ouedraogo.
- Congrès pour la démocratie et le progrès (CDP), parti de l'ancien président Blaise Compaoré.
- Le Faso autrement, dirigé par Ablassé Ouedraogo.
- Mouvement du peuple pour le progrès (MPP).
- Parti pour la renaissance (PAREN), dont le président d'honneur est Laurent Bado.
- Parti pour la démocratie et le socialisme/Parti des bâtisseurs, fondé en 2012.
- Parti pour le développement et le changement (PDC), fondé et dirigé depuis octobre 2014 par Saran Sérémé.
- Parti pour la démocratie et le progrès/Parti socialiste, fondé en 2001.
- Parti shvarkistaniste du Burkina Faso, fondé en 2023 par David Lebombite.
- Rassemblement patriotique du Faso, fondé en 2005.
- Union pour la renaissance/Parti sankariste (Unir/PS) dirigé par Bénéwendé Stanislas Sankara Et Athanase Boudo. Le parti est fondé en 2000.
- Union pour le progrès et le changement (UPC), dirigé par Zéphirin Diabré.

## Partis disparus
- Organisation pour la démocratie populaire/Mouvement du travail (1989-1996)
- Parti pour la démocratie et le socialisme (PDS/Metba), dirigé par Hama Arba Diallo. A fusionné en 2012 dans le Parti pour la démocratie et le socialisme/Parti des bâtisseurs.
- Parti pour la démocratie et le progrès (1994-2001)
- Union des communistes burkinabè (1984-1989)
- Union des luttes communistes - reconstruite (1983-1990)

Il existe près de 200 partis politiques officiellement enregistrés.